# Cytolaimium conicum
Cytolaimium conicum är en rundmaskart som först beskrevs av Gerlach 1957.  Cytolaimium conicum ingår i släktet Cytolaimium och familjen Trefusiidae. Inga underarter finns listade i Catalogue of Life.